# Carex augustinowiczii
Carex augustinowiczii är en halvgräsart som beskrevs av Karl Friedrich Meinshausen. Carex augustinowiczii ingår i släktet starrar, och familjen halvgräs.

## Underarter
Arten delas in i följande underarter:
- C. a. augustinowiczii
- C. a. sharensis